# 柳川れい
柳川れい（やながわ れい、1946年11月2日 - 2001年3月7日 享年54）は、日本のファッションデザイナーであり、実業家。子供服ブランド「シャーリーテンプル」（Shirley Temple）の創始者。株式会社シャーリーテンプルの創始者で設立から専務取締役を務めたオーナーデザイナー。同社代表取締役社長は夫である小林康男。

## 略歴・プロフィール
- 柳川れいは大阪府出身、のちに長崎へ。父親は工場を経営していた。家政短大を卒業後、文化服装学院に入学。コシノジュンコに師事した。
- 1974年、結婚を機に子供服ブランド「シャーリーテンプル」を立ち上げ。
- 1974年、第一子レイナを出産。
- 1983年、姉妹ブランド「エミリー・テンプル」立ち上げ。
- 1985年、期間限定ショップ「ラストロードマーケット」を展開。
- 1986年、シャーリーテンプル本社ビルを竣工。
- 1986年、「いつも心に少女　シャーリーテンプル物語」刊行。
- 1998年、婦人ブランド「エミリー・テンプル・キュート」立ち上げを指示。
- 2001年、自宅にて逝去。

## 来歴・ブランド構築
- 1974年2月、子供服ブランド「シャーリー・テンプル」を立ち上げ、販売を開始。
- 1977年4月、「株式会社シャーリーテンプル」を設立
- 1982年、新宿伊勢丹やラフォーレ原宿など5店舗の直営店を展開
- 1986年、本社ビルへ移転